# Osvaldo Zambrana
Osvaldo Ronald Zambrana Enríquez (Sucre, 7 de julio de 1981) es un destacado jugador de ajedrez de Bolivia.

## Gran Maestro Internacional
Es el primer y único jugador de ajedrez en Bolivia en convertirse en Gran Maestro Internacional (GM). La primera Norma de Gran Maestro lo consiguió en agosto de 2004 en Santos, Brasil, en el IV torneo internacional Mario Covas. La Segunda Norma de Gran Maestro lo consiguió en julio de 2005 en el 10º torneo de Ciutat de Balaguer en Balaguer (Lleida). La tercera y última Norma de Gran Maestro lo consiguió en diciembre de 2005 en el Las Palmas Open Las Palmas de Gran Canaria. Sin embargo no pudo obtener el título hasta enero de 2007, ya que aún no había alcanzado el Elo necesario de 2500.